# Base antarctique Shōwa
La base antarctique Shōwa (昭和基地, Shōwa kichi), parfois écrit Syowa, est une des bases japonaises de recherche en Antarctique.
Elle est située sur East Ongul Island (en) en Terre de la Reine-Maud.
La base est le lieu de l'histoire du film Antarctica (1983) où quinze chiens de traîneau sont abandonnés à leur propre sort.

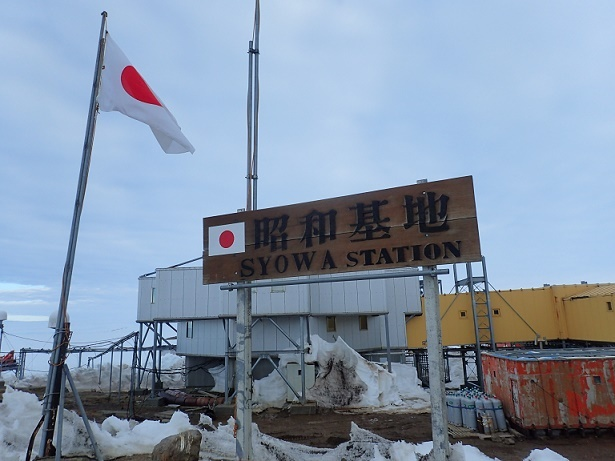
Panneau de signalisation de la base.

## Climat
| Mois                                  | jan.       | fév.       | mars       | avril      | mai        | juin       | jui.       | août       | sep.       | oct.       | nov.     | déc.       | année      |
| ------------------------------------- | ---------- | ---------- | ---------- | ---------- | ---------- | ---------- | ---------- | ---------- | ---------- | ---------- | -------- | ---------- | ---------- |
| Température minimale moyenne (°C)     | −3,7       | −5,6       | −9,7       | −13,4      | −16,9      | −18,7      | −21,4      | −22,8      | −22,3      | −17,1      | −9,9     | −4,6       | −13,8      |
| Température moyenne (°C)              | −0,8       | −2,9       | −6,8       | −10,4      | −13,5      | −15,2      | −17,6      | −18,8      | −18,3      | −13,3      | −6,3     | −1,5       | −10,5      |
| Température maximale moyenne (°C)     | 1,8        | −0,6       | −4,5       | −7,8       | −10,6      | −11,9      | −14,3      | −15,2      | −15        | −10,5      | −3,5     | 1,1        | −7,6       |
| Record de froid (°C) date du record   | −12,6 1995 | −18,2 1979 | −25,2 2000 | −35,9 1975 | −40,5 2012 | −38,3 1993 | −42,7 1961 | −42,2 1993 | −45,3 1982 | −34,7 1977 | −25 2005 | −12,9 2011 | −45,3 1982 |
| Record de chaleur (°C) date du record | 10 1977    | 8 1996     | 3,6 1966   | 0,5 2002   | 2,8 1984   | −0,7 2009  | −2,5 1995  | −2,8 1996  | −1,1 2010  | 2,6 2019   | 7,3 1997 | 9,4 1979   | 10 1977    |
| Ensoleillement (h)                    | 346,7      | 186,9      | 118,4      | 59,8       | 22,4       | 0          | 6,2        | 65         | 144,4      | 194,1      | 320,5    | 414,2      | 1 894,4    |
| Humidité relative (%)                 | 70         | 70         | 71         | 73         | 69         | 68         | 69         | 68         | 67         | 70         | 68       | 70         | 69         |

| Diagramme climatique                                  |            |            |             |              |              |              |              |            |              |            |           |
| J                                                     | F          | M          | A           | M            | J            | J            | A            | S          | O            | N          | D         |
| 1,8−3,780                                             | −0,6−5,680 | −4,5−9,780 | −7,8−13,480 | −10,6−16,980 | −11,9−18,780 | −14,3−21,480 | −15,2−22,880 | −15−22,380 | −10,5−17,180 | −3,5−9,980 | 1,1−4,680 |
| Moyennes : • Temp. maxi et mini °C • Précipitation mm |            |            |             |              |              |              |              |            |              |            |           |